# Nekrolog 1202
Nekrolog
◄◄
| ◄
| 1198
| 1199
| 1200
| 1201
| 1202 | 1203 | 1204 | 1205 | 1206 | ► | ►►
Weitere Ereignisse | Allgemeiner Nekrolog 1202
Die Beschreibung der verstorbenen Person sollte so kurz wie möglich gehalten sein und nur deren signifikante Tätigkeit(en) enthalten.
Neue Namen ggf. auch unter dem Geburts- und Sterbedatum, also etwa unter 1. Januar und im Geburts- und Sterbejahr (2024) eintragen (nur bei entsprechender großer Wichtigkeit). Für Beispiele siehe die schon vorhandenen Artikel.
Außerdem über die fünf zuletzt Verstorbenen, zu denen es einen ausreichend guten Artikel für eine Präsentation auf der Hauptseite gibt, nach der todesbedingten Überarbeitung der Artikel ggf. auch unter Wikipedia Diskussion:Hauptseite informieren und sie am besten auch in den anderen Wikipedia-Sprachversionen eintragen. Tipp: Regelmäßig bei news.google.de nach „ist tot“, „gestorben“ oder „verstorben“ suchen.
Wenn eine Person gestorben ist, gibt es viele Seiten zu dieser Person in der Wikipedia, die davon auch betroffen sind und entsprechend aktualisiert werden müssen. Beispiele: Namenübersichtsseite, Geburtsjahr, Geburtsort-Seiten und viele mehr.
Wie finde ich die betroffenen Seiten?
Im Suchfeld auf der linken Seite gibt man den Suchbegriff so ein: „Vorname Nachname“. Dann klickt man auf Volltext und alle Seiten mit entsprechendem Suchtext werden aufgerufen. Hier sieht man dann schnell, wo auch das Todesjahr Sinn macht oder sogar ein Teil des Artikels angepasst werden muss. Auch hilft das „Werkzeug“ auf der linken Seite sehr gut, um solche Seiten aufzufinden: „Links auf diese Seite“. Somit ist die Wikipedia wieder aktuell in allen Bereichen! Hinweis: bei Eintragung der Kategorie „Gestorben JAHR“ wird der Missbrauchsfilter 49 ausgelöst, was jedoch nicht schlimm ist. Siehe: Spezial:Missbrauchsfilter/49
Dies ist eine Liste von im Jahr 1202 verstorbenen bekannten Persönlichkeiten. Die Einträge erfolgen innerhalb der einzelnen Daten alphabetisch sortiert. Tiere sind im Nekrolog für Tiere zu finden.

## Januar
| Tag       | Name         | Beruf, bekannt als         | Alter | Beleg |
| --------- | ------------ | -------------------------- | ----- | ----- |
| 9. Januar | Birger Brosa | schwedischer Jarl (Herzog) |       |       |

## Februar
| Tag         | Name  | Beruf, bekannt als  | Alter | Beleg |
| ----------- | ----- | ------------------- | ----- | ----- |
| 12. Februar | Ludan | Pilger und Heiliger |       |       |

## März
| Tag      | Name         | Beruf, bekannt als                                                  | Alter | Beleg |
| -------- | ------------ | ------------------------------------------------------------------- | ----- | ----- |
| 8. März  | Sverre       | norwegischer König                                                  |       |       |
| 13. März | Mieszko III. | Herzog von Großpolen, Herzog von Krakau und Herzog-Senior von Polen |       |       |

## Mai
| Tag    | Name                               | Beruf, bekannt als              | Alter | Beleg |
| ------ | ---------------------------------- | ------------------------------- | ----- | ----- |
| 2. Mai | Fulko von Neuilly                  | französischer Kreuzzugsprediger |       |       |
| 7. Mai | Hamelin de Warenne, Earl of Surrey | Earl of Surrey                  |       |       |

## Juni
| Tag      | Name  | Beruf, bekannt als | Alter | Beleg |
| -------- | ----- | ------------------ | ----- | ----- |
| 16. Juni | Aymar | Graf von Angoulême |       |       |

## August
| Tag        | Name       | Beruf, bekannt als               | Alter | Beleg |
| ---------- | ---------- | -------------------------------- | ----- | ----- |
| 8. August  | Simon I.   | Graf von Tecklenburg (1156–1202) |       |       |
| 9. August  | Jakuren    | japanischer Lyriker              |       |       |
| 10. August | Ulrich II. | Herzog von Kärnten               |       |       |

## September
| Tag          | Name                   | Beruf, bekannt als                                      | Alter | Beleg |
| ------------ | ---------------------- | ------------------------------------------------------- | ----- | ----- |
| 3. September | Johannes I. von Admont | salzburgischer Geistlicher                              |       |       |
| 7. September | Wilhelm von Blois      | französischer römisch-katholischer Bischof und Kardinal |       |       |

## Oktober
| Tag         | Name                | Beruf, bekannt als    | Alter | Beleg |
| ----------- | ------------------- | --------------------- | ----- | ----- |
| 29. Oktober | Konrad von Hüneburg | Bischof von Straßburg |       |       |

## Dezember
| Tag         | Name                | Beruf, bekannt als                                                   | Alter | Beleg |
| ----------- | ------------------- | -------------------------------------------------------------------- | ----- | ----- |
| 3. Dezember | Konrad von Querfurt | Bischof von Hildesheim (1194–1199), Bischof von Würzburg (1198–1202) |       |       |
| 3. Dezember | Myeongjong          | 19. König des Goryeo-Reiches und der Goryeo-Dynastie                 | 71    |       |

## Datum unbekannt
| Tag | Name                   | Beruf, bekannt als                                                                            | Alter | Beleg |
| --- | ---------------------- | --------------------------------------------------------------------------------------------- | ----- | ----- |
|     | Alanus ab Insulis      | französischer Zisterziensermönch und Autor                                                    |       |       |
|     | André de Chauvigny     | französischer Ritter und Herr von Châteauroux                                                 |       |       |
|     | Burchard IV.           | Graf von Vendôme aus dem Haus Preuilly                                                        |       |       |
|     | Geoffroy de Donjon     | 11. Großmeister des Johanniterordens                                                          |       |       |
|     | Gottfried III.         | Graf von Le Perche                                                                            |       |       |
|     | Inge Magnusson         | norwegischer Gegenkönig der Bagler                                                            |       |       |
|     | Joachim von Fiore      | Abt und Ordensgründer in Kalabrien, Geschichtstheologe                                        |       |       |
|     | Knut VI.               | König von Dänemark (1182–1202)                                                                |       |       |
|     | Markward von Annweiler | Reichstruchsess und Regent des Königreichs Sizilien, Grafen der Abruzzen, Markgraf von Ancona |       |       |
|     | Rainald Garnier        | Graf von Sidon                                                                                |       |       |